# Teodoro (magistro)
Teodoro (em búlgaro: Теодор; romaniz.: Theodor; em grego medieval: Θεόδωρος; romaniz.: Theódoros) foi um oficial búlgaro ativo sob o cã Simeão I (r. 893–927), no século X. Aparece em agosto de 913, após o ataque de Simeão a Constantinopla. O cã percebeu que não seria capaz de sobrepujar as fortificações da cidade e por isso enviou Teodoro, que era magistro, para negociar a paz. É possível que esse indivíduo seja o Teodoro Sigritzes que esteve ativo na década seguinte.